# Ränta

Diagram över den effektiva federal funds rate sedan 1954.

Ränta är allmänt priset på lån av pengar. Ränta betalas av någon som lånar pengar och erhålls av någon som lånar ut pengar. När någon lånar ut pengar till en bank eller liknande genom att sätta in dem på ett konto erhåller man inlåningsränta från banken. När någon lånar pengar av banken får denne istället betala låneränta. Räntevillkoren inklusive villkoren för hur räntan ändras, bestäms i förväg. 
- Räntesatsen uttrycker storleken på räntan. Den anges oftast som en procentsats av lånebeloppet, antingen för en betalningsperiod eller för ett år. Om räntesatsen avser räntan för en viss betalningsperiod kallas den för enkel ränta. Avser den ett år kallas den för årlig ränta. Märk här att själva räntesatsen inte kan kategoriseras som ett pris då den uttrycks i procent.
- Nominell räntesats, eller vardagligt "nominell ränta", är den räntesats som anges i till exempel ett skuldebrev.
- Effektiv ränta eller effektiv årsränta är ett vanligt sätt att uttrycka ränta för att få jämförbarhet mellan olika sätt att beräkna räntan – ungefär som jämförpris. Man förutsätter att erhållen ränta återinvesteras och förräntas till den nominella räntesatsen. Räntesatsen beräknas som om räntan betalas en gång per år, och vanligen används räntedagsbasen 360/360. Om räntan betalas flera gånger per år blir därför den effektiva årsräntan högre än den nominella räntan (sammansatt ränta). Om räntan istället betalas mer sällan än en gång per år blir den effektiva årsräntan lägre än den nominella (till exempel på en flerårig fastränteplacering). Vid beräkning av effektiv ränta på konsumentkrediter ska man även ta med avgifter och andra kostnader i kalkylen. Detta är reglerat i Konsumentkreditlagen[1] och i Konsumentverkets anvisningar[2].
- Rörlig ränta innebär att räntesatsen på ett lån styrs av marknadsräntan eller något index, till exempel STIBOR eller LIBOR. Räntesatsen kommer därför att röra sig upp och ned i takt med detta.
- Fast ränta är motsatsen till rörlig ränta. Vid fast ränta är räntesatsen bestämd under en viss tid, till exempel två eller fem år.
- Utlåningsränta, den ränta till vilken en bank lånar ut pengar till kunder.
- Inlåningsränta, är den ränta banken betalar ut till den de "lånat in" pengar av, det vill säga den ränta kunden får på insatt kapital.[3] Motsatsen är utlåningsränta.
- Räntedagsbas anger hur antal dagar ska räknas när man beräknar räntan.

## Tidspreferens
Ränta har sitt ursprung i individers tidspreferens. En individs tidspreferens avgörs av hur mycket denne individ föredrar konsumtion nu i relation till framtida konsumtion. Att individer föredrar konsumtion nu framför framtida konsumtion kan påvisas genom att en viss mån av konsumtion (av föda) är nödvändig för överlevnad. En individs ränta är då den mängd varor eller tjänster denne vill ha i utbyte vid en given tidpunkt i framtiden för att avstå viss konsumtion nu.
Räntan beror på ett antal faktorer:
- Uppskjuten konsumtion
- Inflationsförväntningar
- Alternativa investeringar
- Investeringsrisk  - utlånaren riskerar att låntagaren inte kan återgälda (riskpremium)
- Likviditetspreferenser
- Skatter
- Tidsrisk – risken med att ha mycket långsiktiga investeringar
- Likviditetsrisk - behovet av att ha likviditet vid alla givna tillfällen
- Växlingsrisk - valutafluktuationer gör utlåning utomlands dyrare (men går att lösa)

## Ränta i resultaträkningen
För företag har räntan en speciell innebörd. Resultaträkningen är ordnad så att kostnaderna till bankerna (finansiella intäkter minus kostnader som ränta, dock ej amortering) kommer före skatt och utdelning. D.v.s. räntan är avkastningen som bankerna får för deras förbindelse med företaget, men de beräknas på lånat belopp och inte på vilka intäkter och kostnader bolaget har. Utdelning kan tolkas som aktieägarnas ränta (om än termen avkastning oftare används).

## Räntekritik
Islam förbjuder anhängarna från att ta ut ränta, även om vissa tolkar detta som ett förbud mot oskäligt hög ränta, ocker (riba), vilket har varit bidragande för skapandet av ett islamiskt bankväsen. Även i Moseböckerna finns förbud mot räntetagande, vilket innebar att en kristen förr inte fick kräva ränta. En omtolkning av begreppet skedde under 1200-talet, bland annat genom Thomas av Aquinos teorier. Vissa andra debattörer och organisationer, som inte är uttalat religiösa, menar också att ränta medför negativa effekter för samhället och förespråkar därför ett räntefritt samhälle. Ett svenskt exempel på en sådan organisation är JAK Medlemsbank, där medlemmarnas inlåning är utan ränta.

## Negativ ränta
Om inflationen är högre än räntan blir realräntan negativ. Även negativ nominell ränta förekommer, men mer sällsynt.